# Diores naivashae
Diores naivashae är en spindelart som beskrevs av Lucien Berland 1920. Diores naivashae ingår i släktet Diores och familjen Zodariidae.
Artens utbredningsområde är Kenya. Inga underarter finns listade i Catalogue of Life.